# UCSD Pascal
UCSD Pascal，一種Pascal程式語言的實作，運行在UCSD p-System上。UCSD p-System是一種作業系統，具備高度可移植性、與實體機器無關的特性。UCSD Pascal由美國加利福尼亞大學聖地牙哥分校（UCSD）研發，在1978年釋出。

## 歷史
美國加利福尼亞大學聖地牙哥分校（UCSD）資訊系統研究所的教授 Kenneth Bowles，在1974年前後提出新的構想。因為在當時陸續出現許多不同的計算機平台，他認為這將會使設計新程式語言，以及讓新程式語言被人接受，變得更為困難。他希望讓學生所寫的程式可以在任何微型計算機（ microcomputers），例如DEC PDP-11上運作。
Kenneth Bowles 對於將Pascal當成程式學習的入門語言，有特別的興趣。1973年釋出的Pascal-P編譯器，實作了一種新的中間語言，稱為稱為虛擬碼（pseudo-code）或是p-code。為達成高度的可移植性，Kenneth Bowles提出利用p-code來建立一種與硬體平台無關的模擬器，形成虛擬機器，讓程式在上面運作，也就是p-code machine或p-system。為達成這個目標，Kenneth Bowles及學生，建立了UCSD Pascal專案。
UCSD Pascal分支自Pascal-P2。為了執行UCSD Pascal，UCSD研發了一個共同的程式執行環境，這個操作系統稱為UCSD p-System。在UCSD p-System上，附帶了UCSD Pascal的直譯器。

## 外部連結
- UCSD Pascal Reunion Symposium （页面存档备份，存于） held October 22, 2004